# Ribeirinha (Angra do Heroísmo)
Ribeirinha é uma freguesia do município de Angra do Heroísmo, com 7,9 km² de área e 2480 habitantes (censo de 2021). A sua densidade populacional é 313,9 hab./km².
O centro da freguesia situa-se a cerca de 4,5 km a leste do centro da cidade de Angra do Heroísmo, numa posição sobranceira à cidade na encosta da Serra da Ribeirinha.

## Descrição
Esta freguesia que se estende subindo a Serra da Ribeirinha, tem uma antiga igreja dedicada a de São Pedro, a Igreja Paroquial São Pedro da Ribeirinha tratando-se de um edifício do século XVI, e que foi ampliado no século XVIII. Tem um altar-mor em talha dourada, e uma imagem do Senhor Santo Cristo do século XVI. Possui ainda quatro impérios do Espírito Santo, três dos quais do século XIX.
Segundo alguns historiadores a origem desta freguesia e da sua primitiva população está num flamengo de nome Fernão Dulmo, que com a maior parte da sua gente se deslocou das Quatro Ribeiras para os lados de Angra porque esse lugar não não era seu agrado. 
Fernão Dulmo é o nome porque ficou conhecido o flamengo Ferdinand van Olm, um dos primeiros povoadores - da segunda viagem com colonos - da ilha Terceira.
Foi-lhe dado terras em sesmaria na Ribeirinha. Os colonos que o acompanharam formaram o povoado.
Em 1486, e por já ter deixado a ilha Terceira, associou-se às iniciativas de exploração do Atlântico Ocidental levadas a cabo durante o reinado de D. João II. A 3 de Março de 1486, D. João II emitiu as respectivas cartas de privilégio, outorgando-lhe quaisquer ilhas ou continentes que por si ou por qualquer outro sob as suas ordens «as ter descoberto ou achado» - a oeste dos Açores.
Em 1486, a primitiva igreja, era uma capelania sujeita à paróquia de Santana de Porto Alegre, que se localizava no Paul, junto dos Cinco Picos - freguesia do Porto Judeu; Jurisdição Eclisiástica desta paróquia.
Em 1502, A Carta Régia de D. Manuel, cria a Vila de S. Sebastião, com sede no povoado Porto Judeu (junto do porto de pescas). Em 1503 é revogada esta carta que transfere a sede para o povoado da Ribeira de Frei João (abaixo do Arrebalde). Por força desta alteração (em 1502) deixa a Ribeirinha de pertencer ao Porto Judeu, passando a Curato.
Em 1568 aparece como freguesia independente, por carta régia datada de 30 de junho desse ano.
Por decreto de 30/11/1906 foi criada a freguesia de Feteira com lugares desta freguesia.

## Demografia
A população registada nos censos foi:
| Distribuição da População por Grupos Etários | Distribuição da População por Grupos Etários | Distribuição da População por Grupos Etários | Distribuição da População por Grupos Etários | Distribuição da População por Grupos Etários |
| -------------------------------------------- | -------------------------------------------- | -------------------------------------------- | -------------------------------------------- | -------------------------------------------- |
| Ano                                          | 0-14 Anos                                    | 15-24 Anos                                   | 25-64 Anos                                   | > 65 Anos                                    |
| 2001                                         | 530                                          | 421                                          | 1415                                         | 367                                          |
| 2011                                         | 464                                          | 327                                          | 1543                                         | 350                                          |
| 2021                                         | 337                                          | 294                                          | 1402                                         | 447                                          |

## Património edificado
- Ermida Beato João Baptista Machado
- Ermida de Santo Amaro
- Ermida do Senhor Bom Jesus
- Forte da Laginha
- Grupo de Teatro de São Pedro da Ribeirinha
- Grupo Folclórico e Etnográfico da Ribeirinha
- Igreja Paroquial São Pedro da Ribeirinha
- Império do Espírito Santo da Ladeira Grande
- Império do Espírito Santo da Rua da Igreja
- Império do Espírito Santo da Serra
- Império do Espírito Santo de Santo Amaro
- Miradouro da Serra da Ribeirinha
- Museu da Igreja Paroquial da Ribeirinha
- Museu Etnográfico da Ribeirinha
- Serra da Ribeirinha
- Sociedade Filarmónica Recreio dos Lavradores da Ribeirinha
- Sociedade Filarmónica União Católica da Serra da Ribeirinha